# Nereo Rocco
Nereo Rocco (Trieszt, 1912. május 20. – Trieszt, 1979. február 20.) olasz válogatott labdarúgó, edző.

## Pályafutása

### Játékosként
Rocco szülővárosa csapatában, az olasz élvonalbeli Triestinaban kezdett el futballozni, amelyben 1930 és 1937 között több mint kétszáz bajnoki mérkőzésen lépett pályára, valamint ez idő alatt egyszer pályára lépett az olasz válogatottban is egy Görögország elleni világbajnoki selejtező mérkőzésen. 1937 és 1940 között a Napoli csapatának labdarúgója volt, valamint 1938-ban a klub technikai bizottságának tagja. Rocco játszott még kisebb trieszti csapatokban is, 1945-ben a Padova csapatától vonult vissza a játékosi karrierjétől.

### Edzőként
Rocco 1947-ben nevelőegyesületénél, a Triestina csapatánál kezdett el edzősködni. Az ötvenes években edzősködött még a Treviso és a Padova csapatainál, valamint az 1960-as nyári olimpián segítette az olasz labdarúgó válogatott munkáját. 1961-ben nevezték ki első alkalommal az AC Milan vezetőedzőjének; a vörös-feketékkel 1962-ben olasz bajnok lett, valamint 1962–63-ban elhódította velük a klub történetének első Bajnokcsapatok Európa-kupáját. Rocco 1963 és 1967 között a Torino vezetőedzője volt, majd visszatért a milánói csapathoz, amellyel 1968-ban ismét olasz bajnoki címet szerzett, valamint megnyerte a klub történetének első Kupagyőztesek Európa-kupája serlegét. A következő szezonban a klubbal másodszor is elhódította a Bajnokcsapatok Európa-kupáját, valamint az Interkontinentális kupát. 1972-ben és 1973-ban is olasz kupagyőztes lett, valamint 1973-ban ismét KEK-győzelmet ünnepelt. 1974 és 1975 között a Fiorentina edzője volt, majd 1977-ben harmadszor is a milánóiak edzője lett, amellyel harmadszor is olasz kupagyőztes lett. 

## Sikerei, díjai

### Edzőként
- AC Milan
  - Olasz bajnok: 1961–62, 1967–68
  - Olasz kupa: 1971–72, 1972–73, 1976–77
  - Bajnokcsapatok Európa-kupája: 1962–63, 1968–69
  - Kupagyőztesek Európa-kupája: 1967–68, 1972–73
  - Interkontinentális kupa: 1969